# Mycalesis concolor
Mycalesis concolor är en fjärilsart som beskrevs av Aurivillius. Mycalesis concolor ingår i släktet Mycalesis och familjen praktfjärilar. Inga underarter finns listade i Catalogue of Life.